# Eltendorf
Eltendorf is een gemeente in de Oostenrijkse deelstaat Burgenland, gelegen in het district Jennersdorf (JE). De gemeente heeft ongeveer 1000 inwoners.

## Geografie
Eltendorf heeft een oppervlakte van 20,6 km². Het ligt in het uiterste zuidoosten van het land.
Kadastrale gemeenten zijn Eltendorf en Zahling.

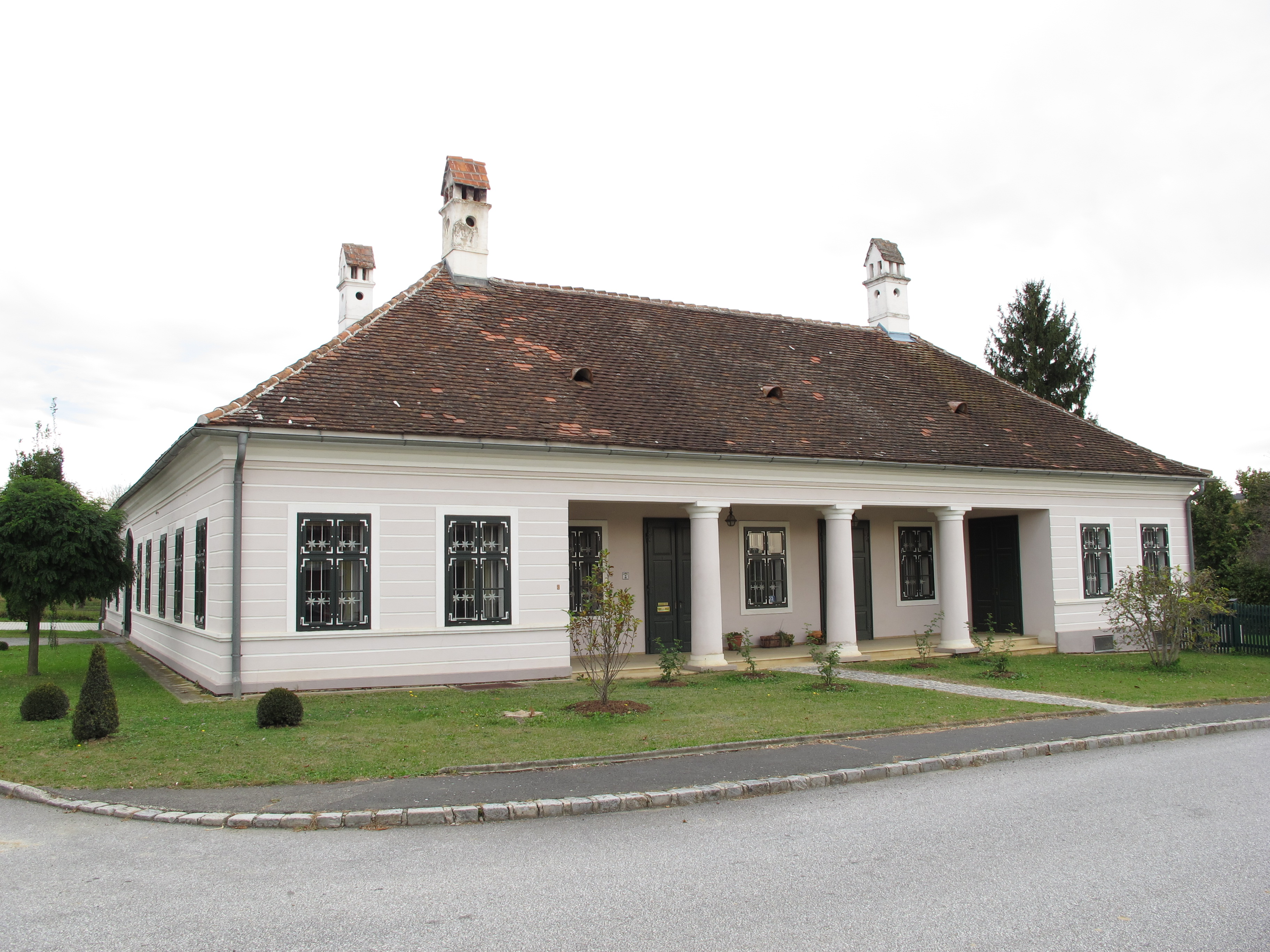
Ebenspangerhaus
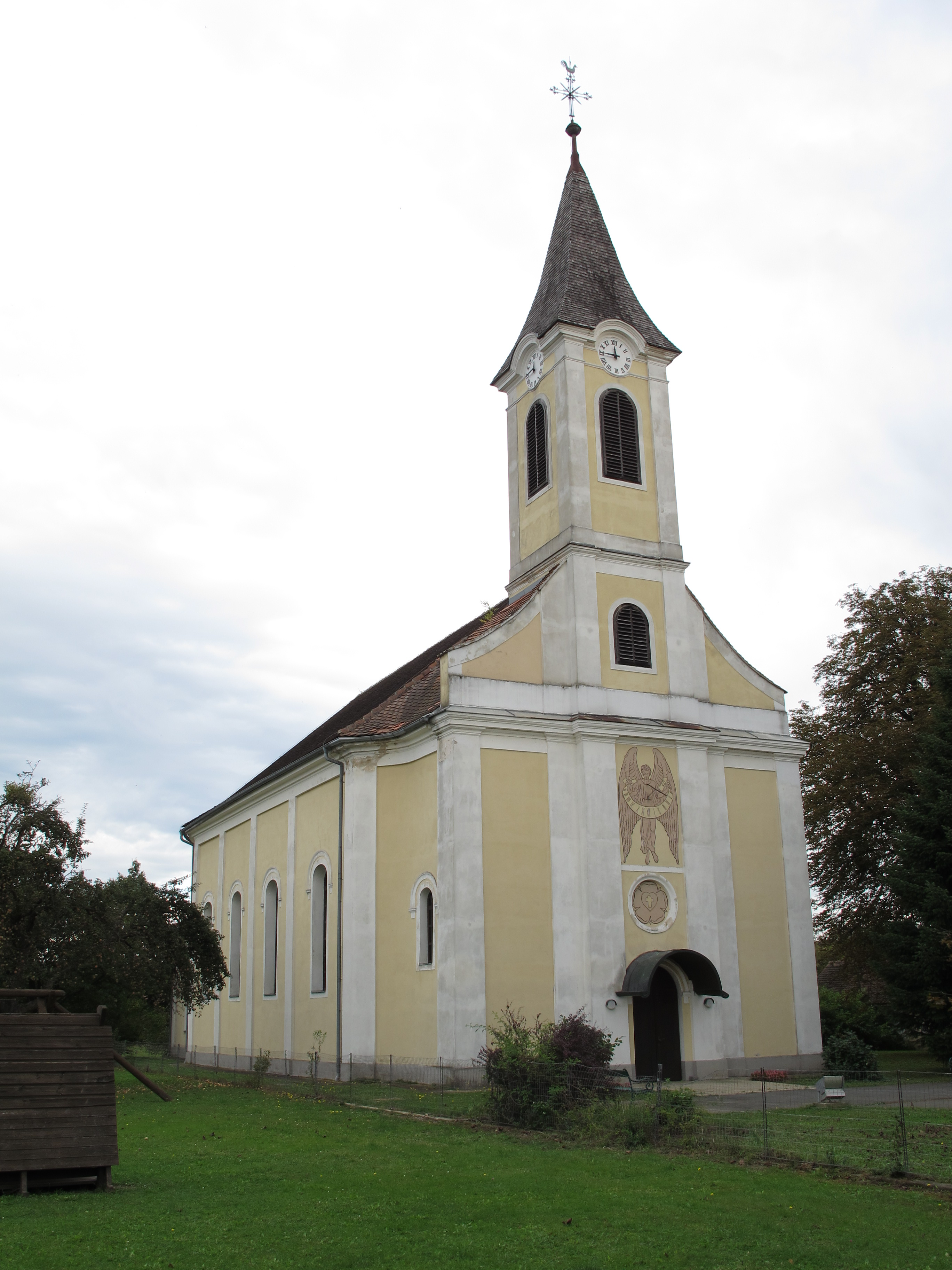
Luterse kerk van Eltendorf

Deutsch Kaltenbrunn · Eltendorf · Heiligenkreuz im Lafnitztal · Jennersdorf · Königsdorf · Minihof-Liebau · Mogersdorf · Mühlgraben · Neuhaus am Klausenbach · Rudersdorf · Sankt Martin an der Raab · Weichselbaum